# Accord ouvert (accord)
Pour les articles homonymes, voir Accord ouvert.
La guitare est un instrument polyphonique qui permet de jouer des accords. La redondance inhérente de la guitare permettant de jouer une même note à plusieurs endroits du manche implique également qu'un accord peut être joué de différentes façons. Lorsqu'un accord est joué en haut du manche avec une ou plusieurs cordes à vide, on parle alors d'accord ouvert ou open chord en anglais.

Accord ouvert de La Mineur pour une guitare en accordage standard.

Les accords ouverts sont à opposer aux accords fermés, ne présentant aucune corde à vide, dont les accords barrés sont un cas particulier.

## Utilisation
Les accords ouverts sont généralement utilisés par les guitaristes débutants pour leur simplicité d'exécution,. Ils sont d'ailleurs souvent plébiscités par les chanteurs s'accompagnant eux-mêmes à la guitare, notamment parce qu'il est possible de les jouer avec un capodastre pour adapter le morceau à sa tessiture de voix.
Le choix d'utiliser des accords ouverts ou fermés est aussi dépendant du style musical joué. Des morceaux folk auront davantage tendance à utiliser des accords ouverts pour le timbre particulier apporté par les cordes à vide tandis que d'autres styles comme le funk limiteront l'usage de cordes à vide pour étouffer plus facilement les accords dans les parties rythmiques.

## Limites
Avec un accordage standard, il est impossible de jouer certains accords de façon ouverte. C'est le cas par exemple des accords de Fa majeur ou Si mineur qui ne peuvent être joués que de manière fermée.

## Exemples d'accords ouverts
Le tableau ci-dessous liste plusieurs accords ouverts avec le diagramme d'accord associé permettant de le jouer en accordage standard.
| Nom de l'accord | Diagramme d'accord |
| --------------- | ------------------ |
| Do majeur       |                    |
| La majeur       |                    |
| La mineur       |                    |
| Mi majeur       |                    |
| Mi mineur       |                    |
| Ré majeur       |                    |
| Ré mineur       |                    |
| Sol majeur      |                    |